# Museum Haus Martfeld

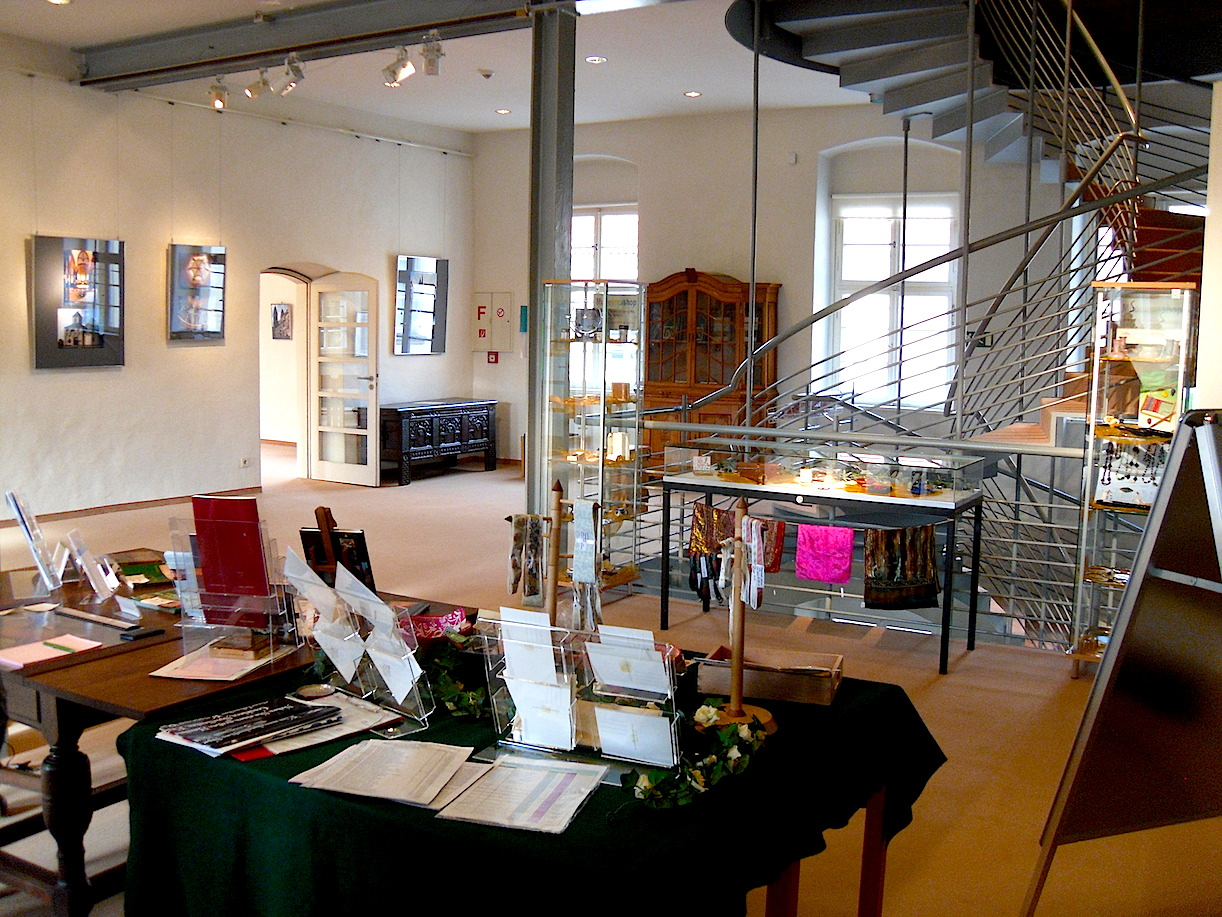
Innenansicht

Das Museum Haus Martfeld ist das städtische Heimatmuseum der Stadt Schwelm im Haus Martfeld.
Die Sammlung geht bis auf das Jahr 1890 zurück. 1954 erwarb die Stadt das Anwesen, renovierte es und eröffnete es 1962 als kulturelles Zentrum. Die Exponate stammen aus den Bereichen Industriegeschichte (Textilindustrie, Bergbau), Alltagskultur und Politikgeschichte. Insbesondere werden ein Strumpfwirkstuhl aus dem 18. Jahrhundert und Textilmaschinen aus dem 19. Jahrhundert vorgestellt, wie sie in den zahlreichen Heim- und Kleinstbetrieben benutzt wurden, ferner Gegenstände aus Haushalt und Tischkultur. Es gibt ein Museumscafé. Im Haus befinden sich ferner das Stadtarchiv und eine historische Bibliothek.
In den Abraumhalden des Erzbergbaus in Schwelm (Bergwerk Rodenfeld und andere) aber auch in naheliegenden Tagebauen und in Steinbrüchen in Rittershausen sammelte Ernst Zimmermann (1854–1923), Lehrer an der Katholischen Volksschule Schwelm, zwanzig Jahre lang nach Fossilien und sammelte Korallen, Stromatoporen, Brachiopoden, Schnecken, Muscheln und Nautiliden, sowie in geringer Zahl auch Erze und Mineralien. Sie stammen aus den Ablagerungen des Massenkalks im Bereich Schwelm-Hagen-Iserlohn (sog. Schwelm-Kalk), der vor 384 Millionen Jahren während des Givetiums in einem Schelfmeer vor der Küste Laurussias wenig südlich des Äquators entstand. In den Hohlräumen eines Kluftnetz zirkulierten mineralische Lösungen, in denen sich ausgedehnte Erzlagerstätten bildeten. Einige ausgewählte Stücke werden seit Sommer 2020 in einem separaten Raum des Museums in fünf Vitrinen ausgestellt.